# Zhang
Zhang (chinesisch 張 / 张, Pinyin Zhāng) gehört zu den häufigsten chinesischen Familiennamen und damit auch zu den häufigsten Familiennamen der Welt. In der Volksrepublik China ist er der dritt- oder vierthäufigste Nachname, hinter Li, Wang und evtl. Chen.

## Aussprache und Umschrift
Zhang wird auf viele verschiedene Weisen transkribiert und ausgesprochen. Im Hochchinesischen lautet er in der Pinyin-Umschrift: Zhāng, nach Wade-Giles: Chang, Tongyong Pinyin: Jhāng. Im Kantonesischen wird er Jèung und in Hongkong Cheung  umschrieben. In Minnan lautet die Umschrift: Tiu, in Südostasien, wo eine Reihe von Dialekten gesprochen wird: Teo oder Teoh in den Minnan/Teochew Dialekten, Chong in Hakka, Cheong in Kantonesisch. Daneben gibt es noch weitere Schreibweisen je nach der Transkription des jeweiligen Dialekts. Der entsprechende koreanische Nachname ist 장, was in der Regel als Jang oder Chang transkribiert wird. Gelegentlich entstehen Verwechslungen mit den Nachnamen Zhuang (莊) und Jiang (蔣), die auf Koreanisch auch 장 geschrieben werden, und häufig ebenfalls als Jang oder Chang transkribiert werden. Die vietnamesische Version lautet Trương.
Außerdem gibt es noch den chinesischen Familiennamen Zhang, 章, der weit weniger häufig ist, aber auf Mandarin ebenfalls Zhāng ausgesprochen wird, Jèung auf Kantonesisch und Jang auf Koreanisch. Auf Minnan wird dieser Name allerdings anders ausgesprochen (Chiong) als Tiuⁿ (張). Auch auf Vietnamesisch wird dieser Name deutlich anders ausgesprochen: Chương im Gegensatz zu Trương (張).
Die Aussprache im Internationalen Phonetischen Alphabet lautet: [ʈʂɑŋ].

## Das Schriftzeichen
Das Zeichen (張) enthält die Elemente 弓 (gōng – ein Bogen für die Kriegsführung) und 长 (cháng oder zhǎng – „Länge“ oder „wachsen“, wodurch die Vorstellung eines gespannten Bogens entsteht). Dementsprechend wurde dieses Schriftzeichen früher mit 巨 (jù – mächtig, überragend) statt 长 geschrieben, was noch konkreter ist; diese Form wird heute für eine antike Variante gehalten, die aus dem Alltagsgebrauch verschwunden ist. Wörtlich übersetzt bedeutet Zhāng „öffnen“ oder „verbreiten“, obwohl es normalerweise als Maßwort für relativ flache Objekte, wie Papier und Matratzen, verwendet wird.

## Geschichte des Nachnamens (張)
Der Name hat sich aus dem heute weit weniger häufigen Namen 姜 (Jiang) entwickelt, einem der ältesten chinesischen Familiennamen, der heute noch ungefähr auf Platz 60 der häufigsten chinesischen Familiennamen steht. Dieser hatte ursprünglich die Herkunft des Namensträgers von einem bestimmten Fluss bedeutet und ist heute nur zufällig gleichbedeutend mit „Ingwer“.
Der Ursprung des Familiennamens wird auch von einer Legende erklärt. Der fünfte Sohn von Huang Di, dem Gelben Kaiser – der legendäre Urvater aller Han-Chinesen, war Qīng Yángshì (青阳氏). Qīng Yángshì's Sohn Huī (挥) wurde vom chinesischen Sternbild des Himmelsbogens (天弓星 Tiāngōng Xīng) dazu inspiriert, den Bogen zu erfinden. Später wurde Huī zum Gōng Zhèng (弓正) ernannt, dem Minister, der für die Beobachtung der Bogenkonstellation und die Herstellung von Bogen zuständig war. Huī und seine Nachfahren erhielten den Familiennamen Zhang zugewiesen, wären also die „Bogenmeister“ gewesen. Vermutlich waren die Vorfahren der Zhang Bogenschützen und trugen den Bogen als Stammeszeichen.

## Namensträger
- Zhang (Fang), Kaiserin der chinesischen Wei-Dynastie
- Zhang die Ältere, Kaiserin des chinesischen Staates Shu Han
- Zhang die Jüngere, Kaiserin des chinesischen Staates Shu Han

sowie

### A
- Zhang Ailing (1920–1995), chinesische Schriftstellerin
- Zhang Ailing (Badminton) (* 1957), chinesische Badmintonspielerin
- Zhang Aiping (1908–2003), chinesischer General und Verteidigungsminister
- Zhang Anda (* 1991), chinesischer Snookerspieler
- Ann Zhang (* 1957), australische Shorttracktrainerin

### B
- Zhang Bainan (* 1962), chinesischer Konstrukteur und Politiker (KPCh)
- Zhang Bao (Gelbe Turbane), chinesischer Offizier der Gelben Turbane
- Zhang Bao (Shu), chinesischer General der Shu Han
- Zhang Baoshun (* 1950), chinesischer Politiker
- Zhang Beiwen (* 1990), singapurische Badmintonspielerin
- Zhang Ben (* 1985), chinesische Eishockeyspielerin
- Zhang Bin (Basketballspieler) (* 1961), chinesischer Basketballspieler
- Zhang Bin (Moderner Fünfkämpfer) (* 1969), chinesischer Moderner Fünfkämpfer
- Zhang Bin (Reiter) (* 1973), chinesischer Reiter
- Zhang Bin (Zoologe), chinesischer Zoologe und Mikrobiologe
- Zhang Bin, eigentlicher Name von Benjamin (Comiczeichner) (* 1974), chinesischer Comiczeichner
- Zhang Binbin (* 1989), chinesische Sportschützin
- Zhang Bing (* 1969), chinesischer Sportschütze
- Zhang Binglin (1868–1936), chinesischer Philologe und Revolutionär
- Zhang Bo (Historiker) (Zhāng Bó, 張勃), chinesischer Historiker
- Zhang Bo (Architekt) (Zhāng Bó, 張镈; 1911–1999), chinesischer Architekt
- Zhang Bo (Eiskunstläuferin), chinesische Eiskunstläuferin
- Zhang Bo (Fußballspieler, 1985) (张波; * 1985), chinesischer Fußballspieler
- Zhang Bo (Fußballspieler, 1989) (* 1989), chinesischer Fußballspieler
- Zhang Bo-ya (* 2003), taiwanische Leichtathletin
- Zhang Boduan (987–1082), chinesischer Gelehrter
- Zhang Boheng (* 2000), chinesischer Turner
- Zhang Bojun (1895–1969), chinesischer Politiker und Intellektueller

### C
- Caroline Zhang (* 1993), US-amerikanische Eiskunstläuferin
- Zhang Changhong (* 2000), chinesischer Sportschütze
- Zhang Changning (* 1995), chinesische Volleyball- und Beachvolleyballspielerin
- Zhang Chao (* 1985), chinesischer Tischtennisspieler
- Chelsea Zhang (* 1996), US-amerikanische Schauspielerin
- Zhang Cheng (Fußballspieler) (* 1989), chinesischer Fußballspieler
- Zhang Cheng (Eishockeyspieler) (* 1994), chinesischer Eishockeyspieler
- Zhang Cheng (Schiedsrichter), chinesischer Schiedsrichterassistent
- Zhang Chengdong (* 1989), chinesischer Fußballspieler
- Zhang Chengji (1920–1988), chinesischer buddhistischer Gelehrter
- Zhang Chenglong (* 1989), chinesischer Turner
- Zhang Chengye (* 1982), chinesischer Biathlet

- Chi „Michael“ Zhang (* 1995), britischer Pokerspieler, siehe Michael Zhang (Pokerspieler)
- Chi Zhang (* 2002), chinesische Badmintonspielerin, siehe Zhang Chi
- Zhang Chongren (1907–1998), chinesischer Maler und Bildhauer
- Zhang Chunqiao (1917–2005), chinesischer Politiker
- Zhang Chunxian (* 1953), chinesischer Politiker
- Zhang Chunyi (1871–1955), chinesischer Philosoph und Philosophiehistoriker
- Zhang Chunyu (* 1998), chinesischer Biathlet
- Zhang Chutong (* 2003), chinesische Shorttrackerin

### D
- Zhang Dan (* 1985), chinesische Eiskunstläuferin
- Zhang Dan (Badminton) (* 1982), chinesische Badmintonspielerin, für Macao startend
- Daniel Zhang (* 1972), chinesischer Manager, ehemaliger CEO der Alibaba Group
- Zhang Daoling (um 34–um 156), chinesischer Begründer des Himmelsmeister-Daoismus
- Zhang Daqian (1899–1983), chinesischer Maler
- Zhang Daqing (* 1969), chinesischer Astronom
- Zhang Daxun (* 1981), chinesischer Kontrabassist
- Zhang Dechang (* 1978), chinesischer Ruderer
- Zhang Dechao (* 1978), chinesischer Mikrobiologe
- Zhang Dejiang (* 1946), chinesischer Politiker
- Zhang Deshun (* 1996), chinesische Langstreckenläuferin
- Zhang Deyi (1847–1918), chinesischer Botschafter
- Zhang Deying (* 1953), chinesische Tischtennisspielerin
- Zhang Dianxiang (* 1963), chinesischer Taxonom
- Zhang Dingcheng (1898–1981), chinesischer Politiker (KPCh)
- Zhang Dongsun (1886–1973), chinesischer Philosoph, Intellektueller und politischer Aktivist

### E
- Zhang Enli (* 1965), chinesischer Künstler

### F
- Zhang Fakui (1896–1980), chinesischer General der Nationalrevolutionären Armee
- Zhang Fan (* 1962), chinesischer Tennisspieler
- Zhang Fang († 306), chinesischer General
- Zhang Fei (167–221), General des chinesischen Staates Shu Han
- Feng Zhang (* 1981), amerikanischer Neurowissenschaftler
- Zhang Fengliu (* 1989), chinesische Ringerin

### G
- Zhang Gaoli (* 1946), chinesischer Politiker
- Zhang Guirong (* 1978), chinesisch-singapurische Leichtathletin
- Zhang Guolin (Ruderer) (* 1985), chinesischer Ruderer
- Zhang Guolin (Leichtathlet), chinesischer Mittelstreckenläufer
- Zhang Guoqing (* 1964), chinesischer Politiker in der Volksrepublik China
- Zhang Guosheng († 2010), chinesischer Politiker
- Zhang Guotao (1897–1979), chinesischer Parteifunktionär (KPCh)
- Zhang Guowei (Langstreckenläufer) (* 1959), chinesischer Langstreckenläufer
- Zhang Guowei (Hochspringer) (* 1991), chinesischer Hochspringer
- Zhang Guozheng (* 1974), chinesischer Gewichtheber

### H
- Zhang Hai’ou (* 1984), chinesischer Pianist
- Zhang Haikun (* 1989), chinesischer Mittelstreckenläufer
- Zhang Haipeng (1867–1949), chinesischer und mandschurischer General
- Zhang Hanhui (* 1963), Diplomat der Volksrepublik China
- Zhang Hanmin (1922–2009), chinesischer Geistlicher, Bischof von Jilin
- Zhang Hao (Song-Dynastie) 张淏, chinesischer Literat zur Zeit der Song-Dynastie
- Zhang Hao (Botaniker), chinesischer Pflanzenkundler
- Zhang Hao (Leichtathletin) (* 1978), chinesische Leichtathletin
- Zhang Hao (Eiskunstläufer) (* 1984), chinesischer Eiskunstläufer
- Zhang Hao (Eishockeyspieler) (* 1989), chinesischer Eishockeyspieler
- Zhang Hao (Fußballspieler, 1994) (* 1994), chinesischer Fußballspieler
- Zhang Hao (Fußballspieler, 1995) (* 1995), chinesischer Fußballspieler
- Haocheng Zhang (* 1979), chinesischer Schauspieler
- Zhang He (167–231), chinesischer General der Wei-Dynastie
- Zhang Heng (78–139), chinesischer Mathematiker, Astronom, Geograph, Schriftsteller und Erfinder
- Zhang Hong (152–212), chinesischer Minister
- Zhang Hong (Eisschnellläuferin) (* 1988), chinesische Eisschnellläuferin
- Zhang Hongda (1914–2016), chinesischer Botaniker
- Zhang Hongjun (* 1982), chinesischer Biathlet und Skilangläufer
- Zhang Honglin (* 1994), chinesischer Hürdenläufer
- Zhang Hongwei (* 1975), chinesischer Stabhochspringer
- Zhang Hongzhao (1877–1951), chinesischer Geologe
- Zhang Huan (* 1965), chinesischer Künstler
- Zhang Hui (Basketballspielerin) (* 1959/1962), chinesische Basketballspielerin
- Zhang Hui (Shorttrackerin) (* 1989), chinesische Shorttrackerin

### J
- Jane Zhang (* 1984), chinesische Sängerin
- Zhang Ji (张机; um 150–219), chinesischer Arzt, siehe Zhang Zhongjing
- Zhang Ji (Dichter, um 712) (张继; um 712–um 779), chinesischer Dichter
- Zhang Ji (Dichter, um 766) (张籍; um 766–um 830), chinesischer Dichter
- Zhang Ji (Gelehrter) (张洎; 934–997), chinesischer Gelehrter
- Zhang Ji (Revolutionär) (張繼; 1882–1945), chinesischer Revolutionär und Anarchist
- Zhang Ji (Handballspieler) (* 1978), chinesischer Handballspieler
- Zhang Jiaheng (* 1971), chinesischer Tennisspieler
- Zhang Jiahua (* 1969), chinesischer Tennisspieler
- Jialing Zhang (* 1984), chinesische Journalistin und Dokumentarfilmerin
- Zhang Jialong (* 1988), Journalist in der Volksrepublik China
- Zhang Jiankang (* 1998), chinesischer Snookerspieler
- Zhang Jiao, chinesischer Anführer des „Aufstands der Gelben Turbane“
- Zhang Jiaqi (Fußballspieler) (* 1991), chinesischer Fußballspieler
- Zhang Jiaqi (Eishockeyspieler) (* 1997), chinesischer Eishockeyspieler
- Zhang Jiaqi (Wasserspringerin) (* 2004), chinesische Wasserspringerin
- Zhang Jie (Tang-Dynastie) 章碣, chinesischer Dichter aus der Zeit der Tang-Dynastie
- Zhang Jie (Song-Dynastie) 张戒, chinesischer Literat der Zeit der Song-Dynastie
- Zhang Jie (Autorin) (1937–2022), chinesische Schriftstellerin
- Zhang Jie (Physiker) (* 1958), chinesischer Physiker
- Zhang Jie (Shorttrackerin), chinesische Shorttrackerin
- Zhang Jie (Gewichtheber) (* 1987), chinesischer Gewichtheber
- Zhang Jiebin (auch Zhang Jingyue; 1563–1640), chinesischer Arzt und Autor der Ming-Zeit
- Zhang Jiewen (* 1981), chinesische Badmintonspielerin
- Zhang Jike (* 1988), chinesischer Tischtennisspieler
- Zhang Jilin (* 1986), chinesische Schachspielerin
- Zhang Jilong (* 1952), chinesischer Fußballfunktionär
- Zhang Jin (Badminton) (* 1972), chinesische Badmintonspielerin
- Zhang Jin (Schauspieler) (* 1974), chinesischer Kampfsportler und Schauspieler
- Zhang Jin (Golfspieler) (* 1995), chinesischer Golfspieler
- Zhang Jin (Turnerin) (* 2000), chinesische Turnerin
- Zhang Jin (Tennisspielerin) (* 2004), chinesische Tennisspielerin
- Zhang Jinan (* 1957), chinesischer Politiker
- Zhang Jindong (* 1963), chinesischer Unternehmer
- Zhang Jingchu (* 1980), chinesische Schauspielerin
- Zhang Jingfu (1914–2015), chinesischer Politiker
- Zhang Jinghui (1871–1959), chinesischer General und mandschurischer Politiker
- Zhang Jingkun (* 1973), chinesische Beachvolleyball- und Volleyballspielerin
- Zhang Jingqiang (* 1996), chinesischer Weitspringer
- Zhang Jingyue, siehe Zhang Jiebin
- Zhang Jinjing (* 1977), chinesischer Turner
- Zhang Jinkang (* 1986), chinesische Badmintonspielerin
- John Xiao Zhang (* 1949), chinesischer Autor und Hochschullehrer
- Zhang Juanjuan (* 1981), chinesische Sportbogenschützin
- Zhang Jun (Prinz) (307–346), chinesischer Herrscher der Früheren Liang
- Zhang Jun (Politiker) (* 1956), chinesischer Politiker
- Zhang Jun (Diplomat) (* 1960), chinesischer Diplomat
- Zhang Jun (Badminton) (* 1977), chinesischer Badmintonspieler
- Zhang Jun (Leichtathlet, 1983) (* 1983), chinesischer Kugelstoßer
- Zhang Jun (Leichtathlet, 1998) (* 1998), chinesischer Geher
- Junlong Zhang (* 1981), chinesischer Boxer
- Zhang Junmai (1887–1969), chinesischer Politiker und Parteivorsitzender
- Zhang Juzheng (1525–1582), chinesischer Politiker der Ming-Dynastie

### K
- Zhang Kai (Rechtsanwalt), chinesischer Anwalt und Menschenrechtsaktivist
- Zhang Kai (Basketballspieler) (* 1982), chinesischer Basketballspieler
- Zhang Kailin (* 1990), chinesische Tennisspielerin
- Kang Zhang, chinesisch-amerikanischer Augenarzt
- Zhang Kexin (Eiskunstläuferin) (* 1995), chinesische Eiskunstläuferin
- Zhang Kexin (Freestyle-Skierin) (* 2002), chinesische Freestyle-Skier

### L
- Lay Zhang (* 1991), chinesischer Sänger und Schauspieler
- Lily Zhang (* 1996), US-amerikanische Tischtennisspielerin
- Lixia Zhang (* 1951), amerikanische Informatikerin
- Lucie Zhang, französische Schauspielerin
- Zhang Lei (Tischtennisspieler) (* 1968), chinesischer Tischtennisspieler
- Zhang Lei (Fechterin) (* 1979), chinesische Fechterin
- Zhang Lei (Radsportler) (* 1981), chinesischer Radsportler
- Zhang Lei (Schiedsrichter) (* 1982), chinesischer Fußballschiedsrichter
- Zhang Lei (Fußballspieler) (* 1985), chinesischer Fußballspieler
- Zhang Lei (Volleyballspielerin) (* 1985), chinesische Volleyballspielerin
- Zhang Lei (Wasserballspielerin) (* 1988), chinesische Wasserballspielerin
- Zhang Leping (1910–1992), chinesischer Karikaturist
- Zhang Li (Textdichter) (* 1932), chinesischer Textdichter
- Zhang Li (Tischtennisspielerin) (1951–2019), chinesische Tischtennisspielerin
- Zhang Li (Speerwerferin, 1961) (* 1961), chinesische Speerwerferin
- Zhang Li (Eisschnellläuferin) (* 1963), chinesische Eisschnellläuferin
- Zhang Li (Handballspielerin) (* 1976), chinesische Handballspielerin
- Zhang Li (Baseballspieler) (* 1980), chinesischer Basketballspieler
- Zhang Li (Fechterin) (* 1981), chinesische Fechterin
- Zhang Li (Radsportler) (* 1982), chinesischer Radsportler
- Zhang Li (Speerwerferin, 1989) (* 1989), chinesische Speerwerferin
- Zhang Li (Hammerwerferin) (* 1993), chinesische Hammerwerferin
- Zhang Li (Regisseurin), chinesische Regisseurin
- Zhang Liang (Han-Dynastie) († 189 v. Chr.), Stratege der Han-Dynastie
- Zhang Liang (Gelbe Turbane) († 184), Aufständischer der Gelben Turbane
- Zhang Liang (Tang-Dynastie) († 646), General der Tang-Dynastie
- Zhang Liang (Botaniker), chinesischer Pflanzenkundler
- Zhang Liang (Schauspieler), chinesischer Schauspieler und Regisseur
- Zhang Liang (Radsportler) (* 1983), chinesischer Radsportler
- Zhang Liang (Ruderer) (* 1987), chinesischer Ruderer
- Zhang Liang (Herpetologe), chinesischer Herpetologe
- Zhang Liangying (* 1984), chinesische Popsängerin, siehe Jane Zhang
- Zhang Lianwei (* 1965), chinesischer Golfer
- Zhang Liao (169–222), chinesischer General der Han-Dynastie
- Zhang Lichang (1939–2008), chinesischer Politiker
- Zhang Lijia (* 1964), chinesische Autorin und Journalistin
- Zhang Lin (Dissident) (* 1963), chinesischer Dissident
- Zhang Lin (Leichtathlet) (* 1993), chinesischer Geher
- Zhang Lin (Ruderer) (* 1983), chinesischer Ruderer
- Zhang Lin (Schwimmer) (* 1987), chinesischer Schwimmer
- Zhang Ling (Schriftstellerin) (* 1957), chinesisch-kanadische Schriftstellerin
- Zhang Ling (Musiker) (* 1967), chinesischer Sänger und Bassist
- Zhang Ling (Schwimmer) (* 1987), chinesischer Schwimmer
- Zhang Ling (Tennisspielerin) (* 1989), Tennisspielerin aus Hongkong
- Zhang Ling (Turnerin) (* 1992), chinesische Turnerin
- Zhang Ling (Ruderin) (* 1997), chinesische Ruderin
- Zhang Linli (* 1973), chinesische Langstreckenläuferin
- Zhang Linpeng (* 1989), chinesischer Fußballspieler
- Zhang Linru (* 1999), chinesische Kugelstoßerin
- Zhang Linyan (* 2001), chinesische Fußballspielerin
- Zhang Lirong (* 1973), chinesische Langstreckenläuferin
- Zhang Liuhong (* 1969), chinesische Kugelstoßerin
- Zhang Liyin (* 1989), chinesische Sängerin
- Zhang Long (* 1987), chinesischer Biathlet
- Zhang Lu (Politiker), chinesischer General und Kriegsherr
- Zhang Lu (Maler) (1464–1538), chinesischer Maler
- Zhang Lu (Regisseur) (* 1962), chinesischer Filmregisseur und Drehbuchautor
- Zhang Lu (Raumfahrer) (* 1976), chinesischer Kampfpilot und Raumfahrer

### M
- Zhang Man (* 1997), chinesische Sprinterin
- Maria Zhang (* 1999), chinesisch-polnische Schauspielerin
- Matthew Zhang (* 2002), US-amerikanischer Schauspieler und Synchronsprecher
- Zhang Meixia (* 1991), chinesische Leichtathletin
- Zhang Mengxue (* 1991), chinesische Sportschützin
- Zhang Miao (155–195), chinesischer Politiker der Han-Dynastie
- Michael Zhang (Pokerspieler) (Chi Zhang; * 1995), britischer Pokerspieler
- Michael Zhang (Schauspieler), US-amerikanischer Schauspieler
- Zhang Miman (* 1936), chinesische Paläontologin
- Zhang Min (Archäologe), chinesischer Archäologe
- Zhang Min (Eiskunstläufer) (* 1976), chinesischer Eiskunstläufer
- Zhang Min (Ruderin, 1988) (* 1988), chinesische Ruderin
- Zhang Min (Ruderin, 1993) (* 1993), chinesische Ruderin
- Zhang Ming (Diplomat) (* 1957), chinesischer Diplomat
- Zhang Ming (* 1961), chinesischer Regisseur
- Zhang Mingkun (* 2000), chinesischer Weitspringer
- Zhang Mo (* 1989), chinesisch-kanadische Tischtennisspielerin

### N
- Zhang Na (Volleyballspielerin) (* 1980), chinesische Volleyballspielerin
- Zhang Na (Golfspielerin) (* 1981), chinesische Golfspielerin
- Zhang Na (Leichtathletin) (* 1982), chinesische Stabhochspringerin
- Zhang Na (Fußballspielerin) (* 1984), chinesische Fußballspielerin
- Zhang Nan (Turnerin) (* 1986), chinesische Turnerin
- Zhang Nan (Badminton) (* 1990), chinesischer Badmintonspieler
- Zhang Ning (Badminton) (* 1975), chinesische Badmintonspielerin
- Zhang Ning (E-Sportler) (* 1989), chinesischer E-Sportler
- Zhang Ning (Basketballspieler) (* 1997), chinesischer Basketballspieler

### O
- Zhang Ouying (1975–2018), chinesische Fußballspielerin

### P
- Zhang Peimeng (* 1987), chinesischer Sprinter
- Zhang Peng (Tischtennisspieler) (* 1979), kanadischer Tischtennisspieler
- Zhang Peng (Segler) (* 1981), chinesischer Segler
- Zhang Peng (Radsportler) (* 1996), chinesischer Radsportler
- Zhang Pengfei (* 1998), chinesischer Eishockeyspieler
- Zhang Pengxiang (* 1980), chinesischer Schachspieler

### Q
- Zhang Qian (195–114 v. Chr.), chinesischer Entdecker und Gesandter
- Zhang Qianfan (* 1964), chinesischer Jurist und Hochschullehrer
- Zhang Qiang (Badminton) (* um 1963), chinesischer Badmintonspieler
- Zhang Qiang (Curler) (* 1979), chinesischer Rollstuhlcurler
- Zhang Qiang (Radsportler), chinesischer Radrennfahrer
- Zhang Qiang (Tischtennisspielerin) (* 1994), chinesische Tischtennisspielerin
- Zhang Qifa (* 1953), chinesischer Agrarwissenschaftler
- Zhang Qing (Eisschnellläuferin) (* 1966), chinesische Eisschnellläuferin
- Zhang Qing (Biathlet) (* 1979), chinesischer Biathlet
- Zhang Qingwei (* 1961), chinesischer Politiker
- Zhang Qingwu (* 1964), chinesischer Badmintonspieler
- Zhang Qining (* 2003), chinesischer Leichtathlet
- Zhang Qinsheng (* 1948), chinesischer Offizier
- Zhang Qiongyue (* 2004), chinesische Sportschützin
- Zhang Qiujian (um 430–um 490), chinesischer Mathematiker

### R
- Zhang Ran (* 1981), chinesischer Schriftsteller
- Zhang Rang († 189), chinesischer Eunuch der Han-Dynastie
- Zhang Ren († 213), chinesischer Offizier
- Zhang Rong (Dichter) (张融; 443–497), chinesischer Beamter und Dichter
- Zhang Rong (Autor) (张荣), chinesischer Autor
- Zhāng Róng (* 1952), chinesisch-britische Schriftstellerin, siehe Jung Chang
- Zhang Rong (Leichtathletin), chinesische Leichtathletin
- Zhang Rongliang (* 1950), chinesischer Aktivist der chinesischen Hauskirchen
- Zhang Rongqiao (* 1966), chinesischer Nachrichtentechniker und Industriemanager
- Rose Zhang (* 2003), US-amerikanische Golfsportlerin
- Zhang Rui (Tischtennisspielerin, 1979) (* 1979), Tischtennisspielerin aus Hongkong
- Zhang Rui (Fußballspielerin) (* 1989), chinesische Fußballspielerin
- Zhang Rui (Tischtennisspielerin, 1997) (* 1997), chinesische Tischtennisspielerin
- Zhang Rui (Basketballspielerin), chinesische Basketballspielerin
- Zhang Ruifang (1918–2012), chinesische Schauspielerin

### S
- Zhang Shan (* 1968), chinesische Sportschützin
- Zhang Shichuan (1890–1954), chinesischer Filmschaffender
- Zhang Shiming (1922–2018), chinesischer Politiker (Volksrepublik China)
- Shoucheng Zhang (1963–2018), chinesisch-US-amerikanischer Physiker
- Shou-Wu Zhang (* 1962), chinesischer Mathematiker
- Zhang Shouyong (1875–1945), chinesischer Gelehrter, Bibliophiler, Pädagoge und Wirtschaftswissenschaftler der Republikzeit Chinas
- Zhang Shuai (Fußballspieler) (* 1981), chinesischer Fußballspieler
- Zhang Shuai (Tennisspielerin) (* 1989), chinesische Tennisspielerin
- Zhang Shuang (* 1986), chinesische Eisschnellläuferin
- Shuguang Zhang, chinesischer Biophysiker
- Zhang Shuhong (1957–2007), chinesischer Unternehmer
- Zhang Shujing (* 1978), chinesische Leichtathletin
- Zhang Sizhi (1927–2022), chinesischer Jurist, Hochschullehrer und Bürgerrechtler

### T
- Zhang Tailei (1898–1927), chinesischer Kommunist und Anführer des Guangzhou-Aufstandes
- Tengyue Zhang, chinesischer Gitarrist
- Thomas Zhang Huaixin (1925–2016), chinesischer Bischof
- Zhang Tingfa (1918–2010), chinesischer Politiker und General
- Zhang Tingyu (1672–1755), chinesischer Politiker der Qing-Dynastie

### W
- Zhang Wangli (* 1996), chinesische Gewichtheberin
- Zhang Wannian (1928–2015), chinesischer General
- Zhang Wei (Künstler) (* 1952), chinesischer Künstler
- Zhang Wei (Schriftsteller) (* 1956), chinesischer Schriftsteller
- Zhang Wei (Archäologe), chinesischer Archäologe
- Zhang Wei (Filmproduzent), chinesischer Filmproduzent
- Zhang Wei (Badminton, 1977) (* 1977), chinesischer Badmintonspieler
- Zhang Wei (Mathematiker) (* 1981), chinesischer Mathematiker
- Zhang Wei (Schauspieler), Schauspieler
- Zhang Wei (Basketballspielerin) (* 1986), chinesische Basketballspielerin
- Zhang Wei (Badminton, 1987) (* 1987), chinesischer Badmintonspieler
- Zhang Wei (Fußballspieler, 1993) (* 1993), chinesischer Fußballspieler
- Zhang Wei (Fußballspieler, 1988) (* 1988), chinesischer Fußballspieler
- Zhang Wei (Leichtathlet) (* 1994), chinesischer Stabhochspringer
- Zhang Wei (Snookerspieler), chinesischer Snookerspieler
- Zhang Weihong (* 1963), chinesische Handballspielerin
- Zhang Weiwei (* 1957), chinesischer Politikwissenschaftler
- Zhang Weiyang (* 1983), chinesischer Eishockeyspieler
- Zhang Weiying (* 1959), chinesischer Wirtschaftswissenschaftler
- Zhang Weiping (* 1964), chinesischer Mathematiker
- Zhang Wen (* 1992), chinesischer Badmintonspieler
- Zhang Wentian (1900–1976), chinesischer Parteiführer und Politiker
- Zhang Wenxiu (* 1986), chinesische Hammerwerferin

### X
- Zhang Xi (Badminton) (* 1984), chinesische Badmintonspielerin
- Zhang Xi (* 1985), chinesische Beachvolleyballspielerin
- Zhang Xian (Dichter) 张先 (990–1078), chinesischer Dichter
- Zhang Xian (Schriftsteller) (1934–1997), chinesischer Schriftsteller
- Xian Zhang (* 1973), chinesisch-amerikanische Dirigentin
- Zhang Xian (Volleyballspielerin) (* 1985), chinesische Volleyballspielerin
- Xiang Zhang (* 1963), chinesisch-amerikanischer Physiker im Bereich der Nanotechnologie
- Zhang Xiangchen, chinesischer Diplomat und stellvertretender Generaldirektor der Welthandelsorganisation
- Zhang Xianghua (* 1968), chinesische Ruderin
- Zhang Xiangru, chinesischer Beamter und Militärführer
- Zhang Xianzhong (1606–1647), chinesischer Bauernführer
- Zhang Xiaodong (* 1964), chinesische Windsurferin
- Zhang Xiaogang (* 1958), chinesischer Künstler
- Zhang Xiaoguang (* 1966), chinesischer Militärpilot und Raumfahrer
- Zhang Xiaohuan (* 1980), chinesische Synchronschwimmerin
- Zhang Xiaolei (* 1983), chinesische Eisschnellläuferin
- Zhang Xiaoni (* 1983), chinesische Basketballspielerin
- Zhang Xiaoping (* 1982), chinesischer Boxer
- Zhang Xiaorui (* 1978), chinesischer Fußballspieler
- Zhang Xiaotian († 2016), chinesischer Drehbuchautor
- Zhang Xiaoyu (* 1983), chinesische Kugelstoßerin
- Zhang Xielin (* 1940), chinesischer Tischtennisspieler und -trainer
- Zhang Xiguo (* 1944), chinesisch-US-amerikanischer Informatiker und Schriftsteller
- Zhang Xin (Malerin) (* 1953), chinesische Malerin
- Zhang Xin (Unternehmerin) (* 1965), chinesische Unternehmerin
- Zhang Xin (Freestyle-Skierin) (* 1985), chinesische Freestyle-Skierin
- Zhang Xin (Geherin) (* 1989), chinesische Geherin
- Zhang Xin (Langstreckenläuferin) (* 1989), chinesische Langstreckenläuferin
- Zhang Xin (Eisschnellläuferin) (* 1990), chinesische Eisschnellläuferin
- Zhang Xin (Fußballspielerin) (* 1992), chinesische Fußballspielerin
- Zhang Xin (Skateboarderin) (* 1998), chinesische Skateboarderin
- Zhang Xinguang (* um 1965), chinesischer Badmintonspieler
- Zhang Xinhua (* 1988), chinesischer Wasserspringer
- Zhang Xinxin (* 1953), chinesische Autorin, Regisseurin und Dramaturgin
- Zhang Xinyan (* 1994), chinesische Hindernisläuferin
- Zhang Xiu († 207), chinesischer General und Kriegsherr
- Zhang Xiuyun (Yuju-Operndarstellerin) (1923–2024), taiwanesische Yuju-Operndarstellerin
- Zhang Xiuyun (Leichtathletin) (* 1965), chinesische Leichtathletin
- Zhang Xiuyun (Ruderin) (* 1976), chinesische Ruderin
- Zhang Xizhe (* 1991), chinesischer Fußballspieler
- Zhang Xueliang (1901–2001), chinesischer General
- Zhang Xueling (* 1983), singapurische Tischtennisspielerin
- Zhang Xun (1854–1923), chinesischer General und Politiker

### Y
- Zhang Yajin (* 1974), chinesische Architektin und Stadtplanerin
- Zhang Yali (* 1964), chinesische Ruderin
- Zhang Yan (Dichter) 张炎 (1248–1320), chinesischer Dichter
- Zhang Yan (1937–2022), Hongkonger Schriftstellerin, siehe Xi Xi
- Zhang Yan (Fußballspielerin) (* 1972), chinesische Fußballspielerin
- Zhang Yan (Biathletin) (* 1992), chinesische Biathletin
- Zhang Yang (Feldherr) († 198), chinesischer Feldherr
- Zhang Yang (General) (1951–2017), chinesischer General
- Zhang Yang (Regisseur) (* 1967), chinesischer Filmregisseur
- Zhang Yang (Badminton) (* 1981), chinesischer Badmintonspieler
- Zhang Yangming (* 1994), chinesischer Skirennläufer
- Zhang Yangyang (* 1989), chinesische Ruderin
- Zhang Yanmei (* 1970), chinesische Shorttrackerin
- Zhang Yanquan (* 1994), chinesischer Wasserspringer
- Zhang Yaoguang (* 1993), chinesischer Weitspringer
- Zhang Yawen (* 1983), chinesische Badmintonspielerin
- Zhang Yayi (* 1997), chinesische Synchronschwimmerin
- Zhang Yazi (4. Jh.), chinesischer Lokalpatriot, Gottheit
- Zhang Yi (Wei-Dynastie) 张揖, chinesischer Gelehrter zur Zeit der Wei-Dynastie
- Zhang Yi (Qin) († 309 v. Chr.), chinesischer Politiker
- Zhang Yi (Zivilverwalter) (167–230), chinesischer Zivilverwalter
- Zhang Yi (General, † 255) († 255), chinesischer General
- Zhang Yi (General, † 264) († 264), chinesischer General
- Zhang Yi (Ming-Dynastie) 张谊, chinesischer Gelehrter zur Zeit der Ming-Dynastie
- Zhang Yi (Regisseur) (* 1951), taiwanischer Regisseur
- Zhang Yi (Badminton) (* 1980), chinesischer Badmintonspieler
- Zhang Yi (Beachvolleyballspielerin) (* 1985), chinesische Beachvolleyballspielerin
- Zhang Yi (Fußballspieler) (* 1993), chinesischer Fußballspieler
- Zhang Yi (Snookerspieler), chinesischer Snookerspieler
- Zhang Yihe (* 1942), chinesische Schriftstellerin
- Zhang Yiming (* 1983), chinesischer Unternehmer
- Zhang Yimou (* 1950), chinesischer Regisseur
- Zhang Yin (Maler) (1761–1829), chinesischer Maler
- Zhang Yin (* 1957), chinesische Unternehmerin, siehe Cheung Yan
- Zhang Ying (Synchronschwimmerin) (* 1963), chinesische Synchronschwimmerin
- Zhang Ying (Fechterin) (* 1982), chinesische Fechterin
- Zhang Ying (Beachvolleyballspielerin) (* 1983), chinesische Beachvolleyballspielerin
- Zhang Ying (Fußballspielerin) (* 1985), chinesische Fußballspielerin
- Zhang Ying (Schwimmerin) (* 1990), chinesische Para-Schwimmerin
- Zhang Ying (Tennisspielerin) (* 1996), chinesische Tennisspielerin
- Zhang Ying (Hockeyspielerin) (* 1998), chinesische Hockeyspielerin
- Zhang Yingying (Langstreckenläuferin) (* 1990), chinesische Langstreckenläuferin
- Zhang Yingying (Tischtennisspielerin) (* 1983), chinesische Tischtennisspielerin
- Zhang Yining (* 1981), chinesische Tischtennisspielerin
- Yitang Zhang (* 1955), chinesischer Mathematiker
- Zhang Yiwei (* 1992), chinesischer Snowboarder
- Zhang Yong (Gelehrter) (946–1016), chinesischer Gelehrter und Beamter
- Zhang Yong (* 1972), chinesischer Manager, siehe Daniel Zhang
- Zhang Yong (Gewichtheber), chinesischer Gewichtheber
- Zhang Yong (Snookerspieler) (* 1995), chinesischer Snookerspieler
- Zhang Yongming (Politiker) (1499–1566), chinesischer Politiker
- Zhang Yongming (Diplomat) († 1986), chinesischer Diplomat
- Zhang Yongming (Serienmörder) (1956–2013), chinesischer Serienmörder
- Zhang Youdai, chinesischer DJ und Musikproduzent
- Zhang Yu (Sänger) alias Phil Chang (* 1967), taiwanischer Sänger und Liedermacher
- Zhang Yu (Leichtathletin) (* 1971), chinesische Hürdenläuferin
- Yu Zhang (* 1973), chinesische Unternehmerin und Autorin
- Zhang Yu (Tennisspieler, 1976) (* 1976), chinesischer Tennisspieler
- Zhang Yu (Schauspielerin) (* 1957), chinesischer Schauspielerin
- Zhang Yu (Schauspieler) (* 1982), chinesischer Schauspieler
- Zhang Yu (Basketballspielerin) (* 1986), chinesische Basketballspielerin
- Zhang Yu (Tennisspieler, 2003) (* 2003), chinesischer Tennisspieler
- Zhang Yu (Sportschützin, 2002) (* 2002), chinesische Sportschützin
- Zhang Yu (Sportschütze, 2002) (* 2002), chinesischer Sportschütze
- Zhang Yu (Sportschützin, 2000) (* 2000), chinesische Sportschützin
- Zhang Yu Long, chinesischer Poolbillardspieler
- Zhang Yuan (* 1963), chinesischer Regisseur
- Zhang Yuansu, chinesischer Arzt und Pharmakologe
- Zhang Yuchu (1361–1410), chinesischer Patriarch des Zhengyi-Daoismus
- Zhang Yuejiao (* 1944), chinesische Juristin und Hochschullehrerin
- Zhang Yueran (* 1982), chinesische Schriftstellerin und Hochschuldozentin
- Zhang Yuetong (* 2003), chinesische Sportkletterin
- Zhang Yufei (* 1998), chinesische Schwimmerin
- Zhang Yuning (* 1997), chinesischer Fußballspieler
- Zhang Yuqi (* 1987), chinesische Schauspielerin
- Zhang Yuting (* 1999), chinesische Shorttrackerin
- Zhang Yuxuan (* 1994), chinesische Tennisspielerin
- Zhang Yuzhe (1902–1986), chinesischer Astronom

### Z
- Zhang Zai (1020–1077), chinesischer Philosoph
- Zhang Zairong (* 1969), chinesischer Gewichtheber
- Zhang Ze (* 1990), chinesischer Tennisspieler
- Zhang Zeduan, chinesischer Maler
- Zhang Zesen (* 1996), chinesischer Eishockeyspieler
- Zhang Zhan (* 1983), chinesische Bürgerjournalistin, Bloggerin und Anwältin
- Zhang Zhao (156–236), chinesischer Offizier der Wu-Dynastie
- Zhang Zhibo (* 1982), chinesische Badmintonspielerin, für Macao startend
- Zhang Zhidong (1837–1909), chinesischer Reformer, Literat und Politiker
- Zhang Zhilei (* 1983), chinesischer Boxer
- Zhang Zhixin (1930–1975), chinesische Dissidentin
- Zhang Zhizhen (* 1996), chinesischer Tennisspieler
- Zhang Zhizhi (1901–1970), chinesischer Schauspieler
- Zhang Zhizhong (1890–1969), chinesischer General der Kuomintang
- Zhang Zhong (* 1978), chinesischer Schachspieler
- Zhang Zhongjing († 219), chinesischer Arzt; auch Zhang Ji
- Zhang Zhongqi (* 1982), chinesischer Eisschnellläufer
- Zhang Zilin (* 1984), chinesisches Model
- Zhang Ziping (1893–1959), chinesischer Geologe und Schriftsteller
- Zhang Ziyang, anderer Name von Zhang Boduan (987–1082), chinesischer Gelehrter
- Zhang Ziyang (Schachspieler) (* 1988), chinesischer Schachspieler
- Zhang Ziyang (Schwimmer) (* 2001), chinesischer Schwimmer
- Zhang Ziyi (* 1979), chinesische Schauspielerin
- Zhang Zongchang (1881–1932), chinesischer Warlord
- Zhang Zuoji (1945–2021), chinesischer Politiker (Volksrepublik China), Minister für Arbeit und soziale Absicherung
- Zhang Zuolin (1873–1928), chinesischer General und Kriegsherr

### Mythologische und fiktive Figuren
- Zhang Guolao, ein Unsterblicher
- Zhang Sanfeng, ein Unsterblicher
- Frank Zhang, einer Hauptperson der Buchreihe „Helden des Olymps“